# Virgil Breetveld
Virgil Breetveld (Rotterdam, 10 juli 1967) is een voormalig Nederlands voetballer en huidig voetbalcoach.
Hij begon bij Steeds Hooger en speelde tot zijn zeventiende bij Germinal uit Schiebroek. Breetveld begon zijn loopbaan in het seizoen 1986/87 bij Feyenoord. Zijn debuutwedstrijd was Feyenoord - Ajax. Hierna speelde hij bij SVV (eerste seizoen op huurbasis), waarmee hij de fusie met Dordrecht '90 meemaakte, en bij De Graafschap. Met Dordrecht '90 werd hij in 1994 kampioen van de eerste divisie en werd hij daarnaast topscorer met 27 doelpunten. In datzelfde jaar werd hij gekozen tot beste speler van de eerste divisie.
In 1999 sloot hij zijn loopbaan in Nederland, na 306 wedstrijden, af bij Excelsior. In zijn laatste wedstrijd voor de club uit Rotterdam, op 19 juni 1999, scoorde hij een loepzuivere hattrick in het nacompetitieduel tegen Helmond Sport (7-1). Hierna vertrok hij naar zijn laatste profclub Fortuna Düsseldorf in Duitsland. Hij bouwde af bij Deltasport.
Na zijn spelersloopbaan behaalde hij zijn trainersdiploma's en trainde hij SC Reeland (2003-2005), EBOH en sinds 2011 VV Wieldrecht. Daarnaast was Breetveld in het seizoen 2011/12 actief als assistent-trainer bij FC Dordrecht. In januari 2012 werd hij aangesteld als interim-hoofdtrainer vanwege de ziekte van Theo Bos. Sinds 2013 traint hij SteDoCo. Op 2 mei 2017 vertrok hij daar. Met ingang van seizoen 2017-2018 is hij trainer van zowel de zaterdag- als zondag-selectie van IFC (Ido's Football Club) uit Hendrik-Ido-Ambacht. Op 2 maart 2019 besloot IFC de samenwerking te beëindigen.